# Mark Twain
Samuel Langhorne Clemens (Florida, Missouri, 30 de novembre de 1835 - Redding, Connecticut, 21 d'abril de 1910), més conegut pel seu pseudònim Mark Twain, va ser un escriptor i humorista estatunidenc. Destacà per les seves novel·les Les aventures de Huckleberry Finn (1885), considerada sovint com «la gran novel·la estatunidenca», i Les aventures de Tom Sawyer (1876).
Twain fou un personatge molt conegut a la seva època, i va ser amic de presidents, artistes, grans empresaris, i membres de la reialesa europea. Pel seu enginy i talent per a la sàtira va ser molt popular. En el moment de la seva mort, se'l va considerar "l'humorista estatunidenc més gran de la seva època", i William Faulkner el va anomenar «el pare de la literatura estatunidenca».

## Biografia

### Infantesa
Va néixer el 30 de novembre de 1835 a Florida, Missouri, on els seus pares havien emigrat a la vora d'un pròsper oncle matern seu, John Quarles, propietari d'una botiga, una granja i uns vint esclaus negres.
Era el sisè de set fills. Només tres dels seus germans van arribar a l'edat adulta: el seu germà Orion (17 de juliol de 1825 – 11 de desembre de 1897); Henry, que va morir en l'explosió d'un vaixell fluvial (13 de juliol de 1838 – 21 de juny de 1858); i Pamela (19 de setembre de 1827 – 31 d'agost de 1904). La seva germana Margaret (31 de maig de 1830 – 17 d'agost 17 de 1839) va morir quan en Samuel tenia tres anys, i el seu germà Benjamin (8 de juny de 1832 – 12 de maig de 1842) va morir tres anys més tard. Un altre germà, Pleasant (1828–1829), havia mort als sis mesos d'edat. Twain va néixer dues setmanes després de l'aproximació màxima del Cometa de Halley a la Terra.
Als quatre anys, pocs mesos després de la mort de la seva germana Margaret, la seva família es va traslladar a Hannibal (Missouri), port fluvial del riu Mississipi i allà va realitzar els seus primers estudis. Hannibal va servir d'inspiració per al poble fictici de Sant Petersburg en Les aventures de Tom Sawyer i Les aventures de Huckleberry Finn. En aquella època, Missouri era un estat esclavista i el jove Twain estava familiaritzat amb l'esclavitud, tema que va explorar més endavant en els seus escrits.
El seu pare era advocat i jutge local. A la seva oficina es va organitzar el ferrocarril d'Hannibal and St. Joseph l'any 1846. Aquest ferrocarril connectava la segona ciutat més gran de l'estat amb la tercera.

### Joventut
El seu pare va morir de pneumònia el març de 1847, quan Twain tenia 11 anys. L'any següent, va entrar a treballar com a aprenent d'impressor i va arribar a ésser tipògraf; el 1851 va començar a publicar articles humorístics a l'Hannibal Journal, que pertanyia al seu germà gran Orion. El 1853, el seu germà va comprar una part del Muscatine Journal d'Iowa i entre 1853 i 1855, en Samuel hi va fer algunes contribucions en forma de relats de viatge, mentre treballava d'impressor itinerant per Filadèlfia, Washington, D.C. i Saint Louis. També va enviar articles al diari local de Keokuk, Iowa.
Es va afiliar al sindicat d'impressors i va autoeducar-se visitant biblioteques públiques a les tardes, trobant-hi fonts d'informació més variades que en una escola convencional. Als 22 anys va tornar a Missouri.

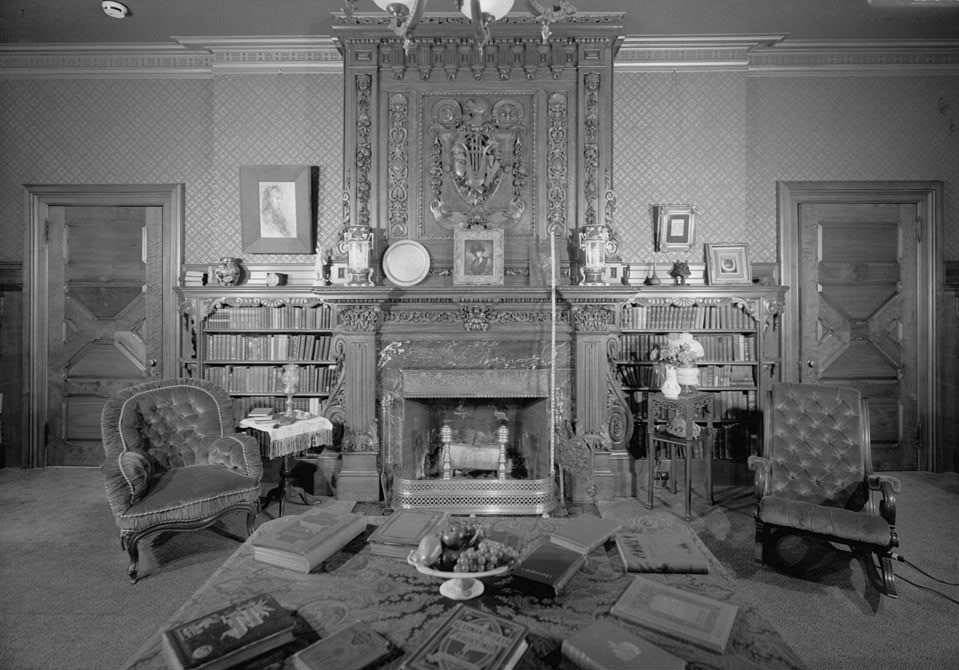
La biblioteca de la Casa Mark Twain, amb panells de marqueteria, xemeneies de l'Índia, papers pintats en relleu i una lleixa de la xemeneia treballada a mà que la família Twain va comprar a Escòcia.

En un viatge a Nova Orleans baixant pel Mississipi, i veient el pilot del vaixell fluvial, Horace E. Bixby es va decidir a buscar feina de pilot; era una feina molt ben pagada, amb sous de 250 dòlars al mes, equivalent a uns 72.400 dòlars anuals de 2010. En un vaixell fluvial, el pilot tenia fins i tot més prestigi i autoritat que el capità. Un pilot de riu havia de tenir un coneixement molt detallat del riu per poder aturar-se als centenars de ports i embarcadors del camí. En Samuel va estudiar meticulosament 3.200 km del Mississipi durant més de dos anys fins que va aconseguir la llicència de pilot fluvial el 1859.
Mentre estudiava, va convèncer el seu germà petit Henry que treballés amb ell. Però Henry va morir el 21 de juny de 1858 quan el vaixell on treballava, el Pennsylvania, va explotar. En Samuel havia tingut una premonició d'aquesta mort en un somni molt real un mes abans, cosa que va inspirar el seu interès per la parapsicologia; va ser un dels primers membres de la Societat de Recerca Psíquica. Va quedar molt afectat, i se'n va considerar responsable la resta de la seva vida. Va continuar treballant al riu i va fer de pilot fins que va començar la Guerra Civil dels Estats Units el 1861 i el trànsit pel Mississipi fou restringit.
Missouri era un estat esclavista, considerat en general com a part del Sud durant la Guerra Civil, encara que tenia representació tant al govern confederat com al de la Unió. Anys més tard, va escriure una història curta sobre com va viure el principi de la guerra, "La història privada d'una campanya que va fracassar", on explicava com ell i una colla d'amics havien estat voluntaris confederats durant dues setmanes, fins que van dissoldre la companyia.

### Viatges

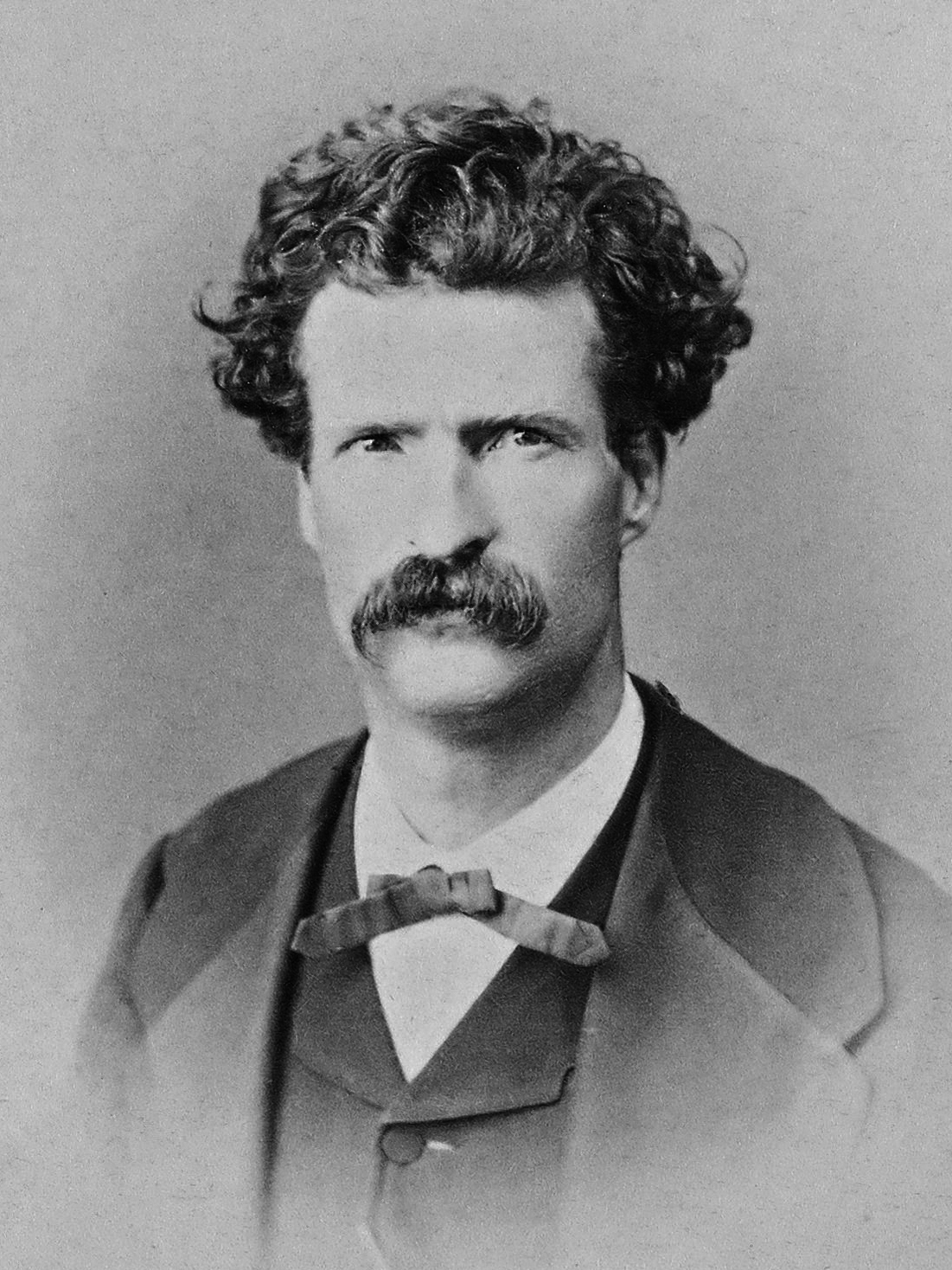
Twain el 1867

Twain va ajuntar-se amb el seu germà Orion, qui el 1861 havia estat nomenat secretari de James W. Nye, el governador del territori de Nevada, i van anar cap a l'oest. Els dos germans van viatjar més de dues setmanes en diligència travessant les Grans Planes i les muntanyes Rocoses, visitant la comunitat mormona de Salt Lake City de camí. Aquestes experiències van inspirar Roughing It (Passant fatigues) i van donar-li material per "La cèlebre granota saltadora del districte de Calaveras". El viatge va acabar, per ell, a la ciutat de Virginia City, a Nevada, on va fer de miner amb la intenció de fer-se ric ràpidament, però no se'n va sortir. Va trobar feina en un diari de Virginia City, el Territorial Enterprise. És aquí on va utilitzar per primer cop el seu pseudònim. El 3 de febrer de 1863 va signar una història humorística sobre un viatge "Letter From Carson – re: Joe Goodman; party at Gov. Johnson's; music" com a "Mark Twain".
Es va traslladar a San Francisco el 1864, on va continuar treballant de periodista. Allà va conèixer altres escriptors.
El seu primer gran èxit com a escriptor va arribar quan el seu conte humorístic "La cèlebre granota saltadora del districte de Calaveras" es va publicar en un setmanari novaiorquès, The Saturday Press, el 18 de novembre de 1865. Va ser un èxit immediat que li va donar reconeixement a escala nacional. Un any més tard, va viatjar a les illes Sandwich (avui en dia Hawaii) com a repòrter per al Sacramento Union. Els seus diaris de viatge es van fer populars i li van servir de base per les primeres conferències.
El 1867, un diari local li va finançar un viatge a la Mediterrània. Durant el seu viatge per Europa i l'Orient Mitjà, va escriure una col·lecció de cartes de viatge que es va fer popular, i més endavant es va agrupar a The Innocents Abroad el 1869. En aquest viatge va conèixer el seu futur cunyat, Charles, que li va ensenyar una foto de la seva germana Olivia Langdon.

### Casament i fills
Twain explicava que es va enamorar a primera vista de la noia de la foto. Es van conèixer en persona el desembre de 1867, es van comprometre un any més tard, i es van casar el febrer de 1870 a Elmira, Nova York. Olivia venia d'una família "rica però liberal", i gràcies a ella va conèixer abolicionistes, "socialistes, ateus per principi i activistes per als drets de les dones i la igualtat social", inclosos Harriet Beecher Stowe, Frederick Douglass, i l'escriptor i socialista utòpic William Dean Howells, que va esdevenir un amic íntim.
La parella va viure a Buffalo, Nova York entre 1869 i 1871. Twain tenia una part del diari Buffalo Express, i hi treballava com a redactor en cap i escriptor. El seu fill Langdon va morir de diftèria als 19 mesos.
El 1871, va traslladar-se amb la seva família a Hartford (Connecticut) on, a partir de 1873, va fer construir una casa (els seus admiradors de Hartford van evitar-ne la demolició el 1927 i finalment la van convertir en un museu dedicat a ell). Mentre vivien allà, l'Olivia va tenir tres filles: Susy (1872–1896), Clara (1874–1962) i Jean (1880–1909). El seu matrimoni va durar 34 anys, fins a la mort d'Olivia el 1904.
Durant els disset anys que va passar a Hartford (1874–1891), va escriure moltes de les seves obres més conegudes: Les aventures de Tom Sawyer (1876), El Príncep i el Captaire (1881), Vida al Mississippi (1883), Les aventures de Huckleberry Finn (1884), i Un ianqui de Connecticut a la Cort del Rei Artús (1889).
Va fer un segon viatge per Europa, descrit al llibre de 1880 Un Rodamón a l'estranger. Va estar-se a Heidelberg des del 6 de maig fins al 23 de juliol de 1878, i va visitar Londres.

### Interès per la ciència i la tecnologia

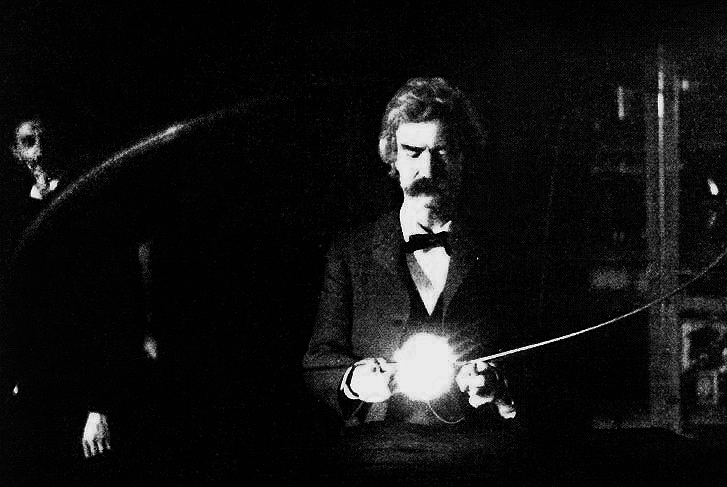
Twain al laboratori de Nikola Tesla, a principis de 1894

Estava fascinat per la ciència i la investigació científica. Es va fer amic íntim de Nikola Tesla, i tots dos passaven moltes estones junts al laboratori de Tesla.
Va patentar tres invents, inclosa una "Millora en vetes ajustables i desprendibles per roba" (per substituir els tirants) i un joc sobre anècdotes històriques. El que va tenir més èxit comercial va ser un llibre de fotos autoadhesives; hi havia un adhesiu sec a les pàgines que només s'havia de mullar lleugerament abans del seu ús.
El seu llibre Un ianqui a la cort del Rei Artús és protagonitzat per un viatger en el temps dels Estats Units contemporanis, que utilitza els seus coneixements científics per introduir la tecnologia moderna a l'Anglaterra del Rei Artús. Aquest tipus d'argument es va convertir més endavant en una característica freqüent del subgènere de ciència-ficció de la història alternativa.
El 1907 va participar com a actor en l'adaptació cinematogràfica d'un conte seu, A Curious Dream, dirigida per J. Stuart Blackton. Dos anys més tard, el 1909, Thomas Edison va visitar Twain a casa seva, a Redding, Connecticut i el va filmar. Part del metratge es va fer servir a El príncep i el captaire, un curtmetratge de dues bobines.

### Problemes econòmics
Va guanyar molts diners fent d'escriptor, però en va perdre una bona part per males inversions, sobretot en invents; en concret, la màquina de composició tipogràfica Paige, que era una meravella mecànica que feia goig de veure quan funcionava, però que s'espatllava sovint. S'hi va gastar 300.000 dòlars de l'època (equivalent a 7 milions i mig avui en dia) entre 1880 i 1894, però abans que es pogués arribar a perfeccionar, va quedar obsoleta per la linotip. Va perdre-hi la major part del que havia guanyat amb els seus llibres, i fins i tot una bona part de l'herència de la seva dona.
També va perdre diners amb la seva editorial, que al principi va tenir èxit amb les memòries d'Ulysses S. Grant però va fer fallida poc després, ja que creaia que al públic li interessaria una biografia del Papa Lleó XIII. Se'n van vendre menys de dos-cents exemplars.
Els seus escrits i conferències, juntament amb l'ajuda d'un amic nou, li van permetre de recuperar la seva economia. El 1893, va començar una amistat que duraria 15 anys amb el financer Henry H. Rogers, directiu de la Standard Oil. Rogers va fer que Twain es declarés en fallida. Llavors li va fer transferir el copyright dels seus escrits a la seva dona Olivia, per evitar que els creditors se n'apropiessin. Finalment, Rogers va administrar els diners de Twain fins que es van pagar tots els creditors.
El 1894, va iniciar una gira de conferències al voltant del món per pagar completament els seus creditors, encara que ja no hi tenia obligació legal. Va tornar als Estats Units el 1900, havent guanyat prou diners per liquidar tots els seus deutes.

### Amistat amb Henry H. Rogers
Encara que Twain donava el mèrit a Henry H. Rogers, directiu de la Standard Oil, de salvar-lo de la ruïna financera, l'amistat íntima que es van professar en els seus darrers anys va ser beneficiosa per tots dos. Quan Twain va perdre tres dels seus quatre fills i la seva estimada dona, la família Rogers va anar convertint-se cada cop més en la seva família substituta. Sovint s'estava a la seva casa de Nova York, a la seva casa d'estiu de Fairhaven, Massachusetts, i al seu iot de vapor, el Kanawha.

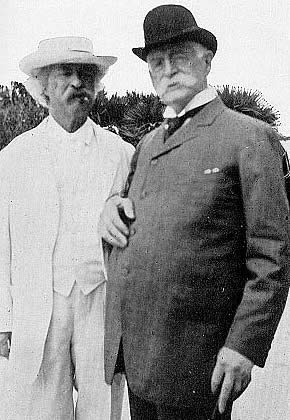
Una amistat tardana per tots dos, Mark Twain i Henry H. Rogers el 1908

Els dos homes van presentar-se a les respectives amistats. Twain era admirador de la noia cega i sorda Helen Keller. Va conèixer-les a ella i la seva professora Anne Sullivan en una festa a Nova York l'hivern de 1894. Twain les va presentar a Rogers, que, amb la seva dona, va pagar l'educació de Keller a Radcliffe College. Se li atribueix a Twain la definició de Sullivan, la mestra i companya de Keller, com a "fabricant de miracles". Aquesta definició (en anglès, "the miracle worker") va inspirar el títol de l'obra de teatre i adaptació cinematogràfica "El miracle d'Anne Sullivan". Twain també va presentar a Rogers la periodista Ida M. Tarbell, que va entrevistar-lo en un reportatge d'investigació que va provocar de manera indirecta la partició de Standard Oil. Sovint, Twain i Rogers compartien creuers al Kanawha amb Booker T. Washington, el famós exesclau que s'havia convertit en un influent educador i líder polític.
A banda de ser companys de beguda i de pòquer, s'escrivien cartes quan no es trobaven junts, cosa que era freqüent perquè tots dos viatjaven força. Aquestes cartes, que s'han publicat, són reveladores de la personalitat de tots dos: el sentit de l'humor prou conegut de Mark Twain, però també un sorprenent sentit de la diversió per part de Rogers.
L'abril de 1907, Twain i Rogers van anar en creuer a la inauguració de la Jamestown Exposition a Virgínia. Twain era tan popular que molts admiradors van agafar barques cap al Kanawha, que estava ancorat, per poder-lo veure un moment. Quan l'acumulació de barques al voltant del iot va començar a ser un perill, finalment va accedir a sortir a coberta i saludar la multitud.
A causa del mal temps, la tornada del iot es va endarrerir alguns dies. Rogers i alguns altres companys de viatge van tornar a Nova York en tren; a Twain no li agradava viatjar en tren, i va decidir d'esperar-se i tornar amb el Kanawha. Però els periodistes li van perdre la pista; quan no va tornar a Nova York com estava previst, el New York Times va aventurar que es podia haver "perdut al mar". Quan va tornar sa i estalvi a Nova York i ho va saber, l'humorista va escriure un article satíric sobre l'anècdota, oferint-se a "... fer una investigació exhaustiva d'aquesta notícia que m'he perdut al mar. Si hi ha algun fonament per la notícia, de seguida n'informaré el públic ansiós". Això s'assemblava a un altre esdeveniment de 1897 quan va fer la famosa observació "la notícia de la meva mort ha estat una exageració", després que un periodista va investigar si s'havia mort. De fet, era el seu cosí qui estava molt malalt.
Més endavant, Twain i el fill de Rogers, Henry Jr., van tornar a l'Exposició de Jamestown amb el Kanawha. Twain va ajudar l'organització del dia de Robert Fulton, el 23 de setembre de 1907, per celebrar el centenari de la seva invenció del vaixell de vapor. Va substituir l'expresident Grover Cleveland, que estava malalt, i va fer la presentació del contraalmirall Purnell Harrington. Twain va rebre una ovació de cinc minuts amb tothom dret i crits d'ànim. Molt emocionat, va dir, "Quan apel·leu el meu cap, no ho noto; però quan apel·leu el meu cor, sí que ho noto".
L'abril de 1909, els dos vells amics van tornar a Norfolk, Virgínia, per un banquet en honor de Rogers i el Ferrocarril de Virgínia, que s'acabava d'omplir. Twain va ser l'orador principal en una de les seves últimes aparicions públiques, i se'l va citar en diaris de tot el país.
Un mes més tard, Twain anava de camí des de Connecticut per visitar el seu amic a Nova York quan Rogers va morir sobtadament, el 20 de maig de 1909. Twain va arribar a l'Estació Central i el va rebre la seva filla amb la notícia. Molt afectat, va evitar (cosa que no solia fer) els periodistes que hi havien anat, dient només "És terrible... No en puc parlar". Dos dies més tard, va fer de portador del taüt al seu funeral a Nova York. Això no obstant, va refusar d'anar amb el tren que el portava a l'enterrament a Fairhaven. Va dir "no puc suportar de viatjar amb el meu amic i no xerrar-hi".

### Discursos
Era molt sol·licitat per fer discursos, i ho feia sovint per a clubs masculins. A final de la dècada de 1890, va fer un discurs al Savage Club de Londres i l'en van fer membre honorari. Quan li van dir que només tres homes havien tingut aquest honor, inclòs el Príncep de Gal·les, va contestar: "Bé, sí que deu estar content el Príncep" El 1897, Twain va fer un parlament al Concordia Press Club de Viena com a convidat especial. En alemany, amb gran diversió de la concurrència, va fer el discurs "Die Schrecken der deutschen Sprache" ("Els horrors de la llengua alemanya").

### Últims anys

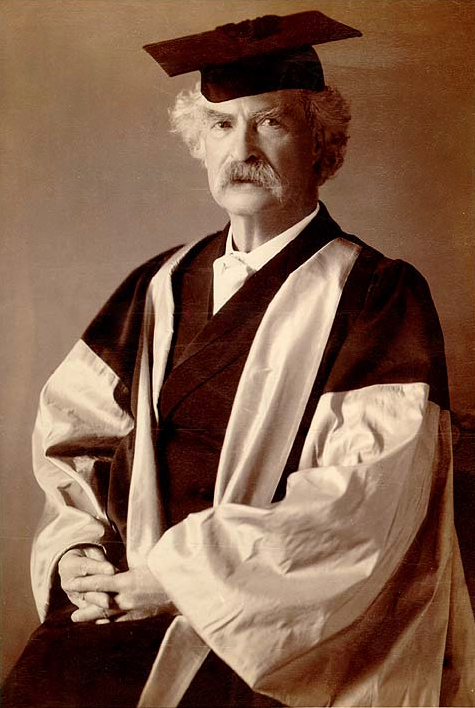
Mark Twain amb el seu vestit (escarlata amb mànigues grises) del doctorat honoris causa atorgat per la Universitat d'Oxford.

Twain va passar per un període de depressió, que va començar el 1896 quan va morir la seva filla Susy de meningitis. Les morts d'Olivia, el 1904, i de Jean, el 24 de desembre de 1909, van agreujar la seva tristesa. El 20 de maig de 1909, el seu amic íntim Henry Rogers havia mort sobtadament.
El 1906 va començar la seva autobiografia a la North American Review. L'abril va sentir que la seva amiga Ina Coolbrith havia perdut gairebé tot el que tenia al terratrèmol de San Francisco de 1906, i va posar a la venda uns quants retrats autografiats a benefici seu. Per continuar ajudant-la, un amic comú va visitar-lo a Nova York i va preparar una nova sessió de fotografia. Twain va dir que quatre de les imatges que en van resultar eren les millors que li havien fet mai.
El 1906, va organitzar un club de noies que considerava com a succedanis de netes, l'"Angel Fish and Aquarium Club". Tenia al voltant d'una dotzena de membres entre 10 i 16 anys. Es cartejava amb les noies "Angel Fish" i les convidava a concerts i al teatre, i a jugar. El 1908, va escriure que el club era la "joia principal de la seva vida".
La Universitat d'Oxford li va atorgar un doctorat honoris causa el 1907.
El 1909, va dir:
| « | Vaig arribar amb el Cometa de Halley el 1835. L'any que ve torna, i espero marxar amb ell. Serà la decepció més gran de la meva vida si no me'n vaig amb el Cometa de Halley. Déu Totpoderós ha dit, sens dubte: 'Aquí hi ha aquests dos monstres inexplicables; van arribar plegats, han de marxar plegats'. | » |

La seva predicció va ser acurada – va morir d'un atac de cor el 21 d'abril de 1910, a Redding, Connecticut, l'endemà de la màxima aproximació del cometa a la Terra.
En assabentar-se de la seva mort, el president William Howard Taft digué:
| « | Mark Twain va donar plaer – gaudi intel·lectual veritable – a milions de persones, i les seves obres continuaran donant aquest plaer a d'altres milions que encara han de venir... El seu humor era estatunidenc, però era gairebé tan apreciat pels anglesos i per gent d'altres països com pels seus propis compatriotes. Ha creat una part duradora de la literatura estatunidenca. | » |

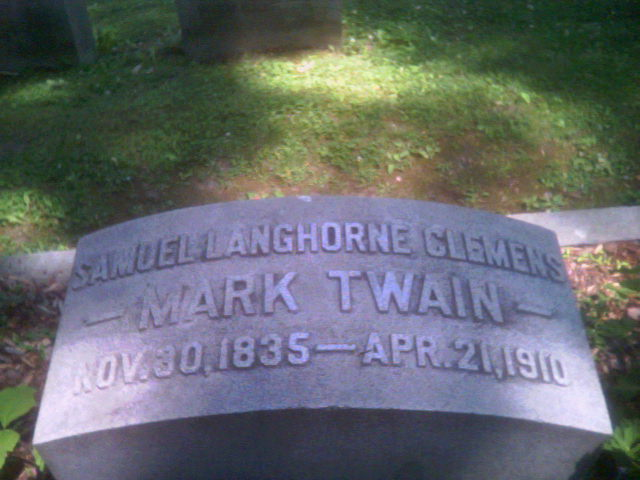
Làpida de Mark Twain al cementiri de Woodlawn.

El funeral es va fer a l'església presbiteriana "Old Brick" de Nova York. Està enterrat al panteó familiar de la seva dona del cementiri de Woodlawn d'Elmira, Nova York. La seva tomba la marca un monument de 3,6 m (12 peus, és a dir, dues braces, o "mark twain"), que va fer posar la seva filla Clara. També hi ha una làpida més petita.

## Obra

### Resum
Twain va començar la seva carrera escrivint versos lleugers i humorístics, però va convertir-se en un cronista de la vanitat, la hipocresia i la crueltat de la humanitat. A mitjans de la seva carrera, amb Huckleberry Finn, va aconseguir de combinar un humor ric i una narració robusta amb la crítica social. Twain era un mestre de la llengua col·loquial, i va ajudar a crear i popularitzar una literatura estatunidenca amb personalitat pròpia, construïda sobre temes i llengua estatunidencs. Moltes de les seves obres han estat prohibides per diferents motius. Les aventures de Huckleberry Finn s'ha restringit repetidament als instituts estatunidencs, sovint per l'ús freqüent del mot "nigger", que era d'ús comú en el període previ a la Guerra Civil on passa l'acció de la novel·la, però que avui en dia té una connotació racista i pejorativa.
És pràcticament impossible de donar una bibliografia completa de la seva obra, a causa del gran nombre de peces que va escriure (sovint en diaris poc coneguts) i del fet que va utilitzar diferents pseudònims. A més, una bona part dels seus discursos i conferències s'ha perdut o no van arribar a transcriure's; per tant, la recopilació de les seves obres és un procés inacabat. L'últim material publicat per ell que s'ha recuperat va ser fa relativament poc temps, el 1995.

### Primers treballs periodístics i relats de viatge

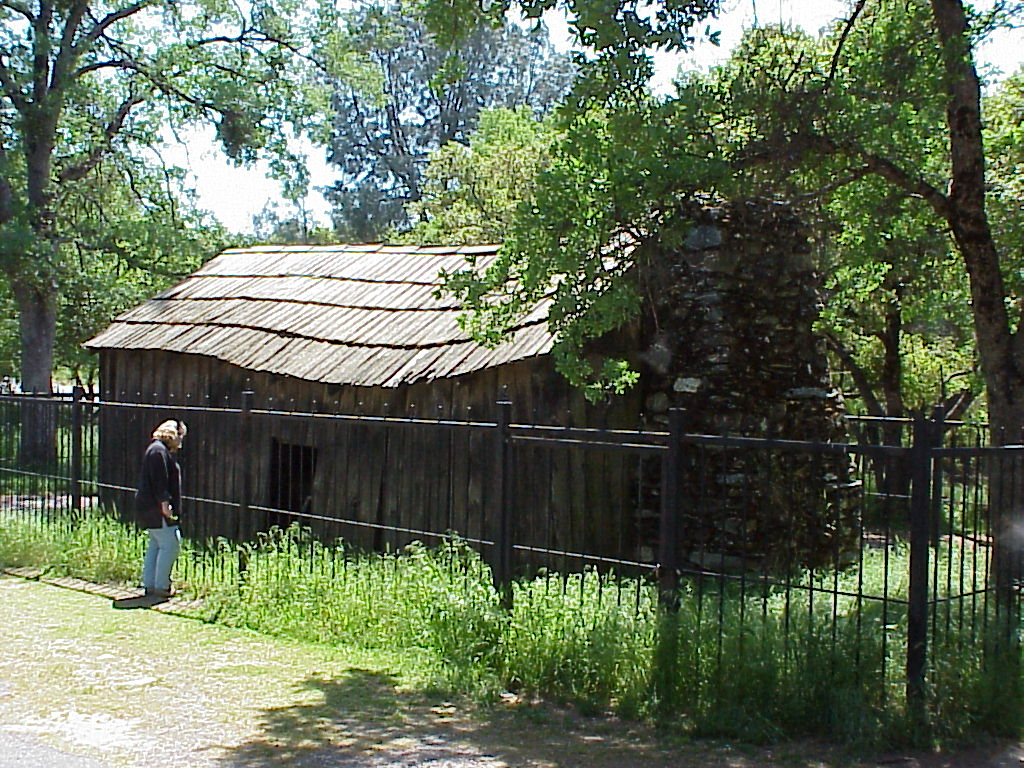
Cabana on Twain va escriure La granota saltadora de Calaveras, situada a Jackass Hill al comtat de Tuolumne, a Califòrnia. Es poden veure la placa commemorativa i una vista de l'interior.

La primera obra important de Twain, La cèlebre granota saltadora del districte de Calaveras, es va publicar per primer cop al New York Saturday Press el 18 de novembre de 1865. L'única raó per la qual s'hi va publicar fou que el manuscrit va arribar massa tard per incloure'l en un llibre que estava preparant Artemus Ward sobre anècdotes del salvatge Oest.
Després d'aquest impuls de popularitat, el Sacramento Union li va fer l'encàrrec d'escriure cartes sobre les seves experiències de viatge per publicar-les al diari, la primera de les quals fou un viatge en el vapor Ajax en el seu viatge inaugural a Hawaii, que llavors es coneixia com a illes Sandwich. Aquestes cartes humorístiques van ser la gènesi de la seva feina amb el diari de San Francisco Alta California, que el va nomenar corresponsal per un viatge de San Francisco a Nova York passant pel canal de Panamà. Mentrestant, anava escrivint cartes per publicar-se amunt i avall, fent la crònica de les seves experiències amb el seu humor burleta. El 8 de juny de 1867, es va embarcar al creuer de plaer Quaker City durant cinc mesos. Aquest viatge va tenir com a resultat el llibre Els innocents a l'estranger, o, El progrés dels nous peregrins.
| « | Aquest llibre és el registre d'un viatge de plaer. Si fos el registre d'una expedició científica solemne tindria la gravetat, la profunditat i la incomprensibilitat que són tan pròpies d'aquesta mena d'obres, i, amb tot, tan atractives. Però encara que només és el registre d'una excursió, té un propòsit, que és de suggerir al lector com seria probable que veiés Europa i l'Est si els mirés amb els seus propis ulls en comptes dels ulls dels que han viatjat per aquests països abans que ell. No tinc pretensions d'ensenyar a ningú com ha de mirar els objectes interessants de l'altra banda del mar – això ja ho fan d'altres llibres, i per tant, encara que jo fos competent per fer-ho, no n'hi ha cap necessitat. | » |

El 1872, Twain va publicar una segona obra de literatura de viatges, Passant fatigues, com a semicontinuació dels Innocents. Passant fatigues és una explicació semiautobiogràfica del seu viatge a Nevada i el temps que va viure a l'oest americà. El llibre parodia la societat estatunidenca i la de l'Oest, de la mateixa manera que Innocents criticava diferents països d'Europa i l'Orient Mitjà. La següent obra de Twain va mantenir el focus sobre la societat estatunidenca, però se centrava més en els esdeveniments de l'època, titulat L'edat daurada: un conte d'avui. Aquesta obra no era un llibre de viatges, com els dos anteriors, sinó que era el seu primer intent d'escriure una novel·la. Aquest llibre és l'únic que va escriure en col·laboració; en concret, amb el seu veí Charles Dudley Warner.
Els seus següents dos llibres aprofitaven les seves experiències al riu Mississipi. Vells Temps al Mississipi, una sèrie de contes curts publicats a l'Atlantic Monthly el 1875, presentava la desil·lusió de Twain amb el Romanticisme. Vells Temps va acabar sent el punt de partida per Vida al Mississippí.

### Tom Sawyer i Huckleberry Finn
La següent publicació important de Twain fou Les aventures de Tom Sawyer, que s'inspirava en la seva infantesa a Hannibal. Tom Sawyer prenia com a model el nen Twain, amb detalls de dos companys d'escola, John Briggs i Will Bowen. El llibre també presentava com a personatge secundari Huckleberry Finn, inspirat en l'amic de la infantesa de Twain, Tom Blankenship.
El príncep i el captaire, malgrat tenir un argument que avui en dia és omnipresent al cine i la literatura, no va ser tan ben rebut. Explica la història de dos nois físicament idèntics nascuts el mateix dia, i serveix de base a un comentari social quan el príncep i el captaire s'intercanvien el lloc. El príncep i el captaire va ser la seva primera obra purament de ficció, i les seves limitacions s'atribueixen a la seva manca d'experiència amb la societat anglesa, i també en el fet que venia després d'un gran èxit. Mentre estava escrivint-lo, havia començat Les aventures de Huckleberry Finn i va començar i acabar un altre llibre de viatges, Un rodamón a l'estranger que segueix el viatge de Twain per l'Europa central i del sud.
La següent obra important de Twain, Les aventures de Huckleberry Finn, el va consolidar com a escriptor estatunidenc d'anomenada. Alguns l'han anomenada la primera gran novel·la estatunidenca. Huckleberry Finn era derivada de Tom Sawyer i tenia un to més seriós que la seva predecessora. La premissa principal de Huckleberry Finn és la fe del noi en el qual cal fer, encara que molts creguin que estigui equivocat. A mitjans de 1876, després mateix de la publicació de Tom Sawyer, havia escrit quatre-centes pàgines manuscrites. Segons algunes fonts, va deixar de treballar-hi durant set anys després del primer impuls creatiu, acabant finalment el llibre el 1883. Segons d'altres, Twain va estar treballant en Huckleberry Finn al mateix temps que feia El príncep i el captaire i d'altres obres el 1880 i d'altres anys. El tros final de Huckleberry Finn és objecte de molta polèmica. N'hi ha, com el crític Leo Marx, que diuen que Twain va "perdre el valor". Ernest Hemingway va dir sobre Huckleberry Finn:
| « | Si la llegeixes, has d'aturar-te quan s'emporten el Negre Jim dels nois. Aquest és el final de veritat. La resta només és trampa. | » |

Hemingway també va dir al mateix assaig:
| « | Tota la literatura estatunidenca moderna prové d'un llibre de Mark Twain, anomenat Aventures de Huckleberry Finn. | » |

Quan estava a punt d'acabar Huckleberry Finn, va escriure Vida al Mississippí, que es diu que va influir-hi molt. L'obra evoca els records i les noves experiències de Twain després d'estar-ne 22 anys absent. En aquest llibre, també explica que "Mark Twain" era el crit que es feia quan la barca es trobava en aigües segures – dues braces de fondària.

### Escrits tardans
Després de la seva gran obra, Twain va començar a centrar-se més en les seves iniciatives empresarials per mantenir-les viables i per evitar les dificultats cada cop més grans que tenia a les seves obres. Es va concentrar en les memòries del president Ulysses S. Grant per l'editorial que acabava d'engegar. Entremig va trobar temps per escriure La història privada d'una campanya que va fracassar per The Century Magazine. Aquesta peça explicava la seva estada de dues setmanes a la milícia confederada durant la Guerra Civil. La seva editorial s'anomenava Charles L. Webster & Company, i la tenia a mitges amb el seu nebot polític Charles L. Webster.

Twain de vell

Va concentrar-se després en Un ianqui a la cort del Rei Artús, on fa la seva primera gran afirmació del seu desencís amb la política. Escrit amb el mateix estil de "ficció històrica" d'El príncep i el captaire, Un ianqui mostrava les absurditats de les normes polítiques i socials ubicant-les a la cort del Rei Artús. El llibre es va començar el desembre de 1885, el va deixar de banda al cap d'alguns mesos fins a l'estiu de 1887, i el va acabar finalment la primavera de 1889.
Havia començat a escriure articles i comentaris frenèticament amb cada cop menys beneficis per pagar les factures i mantenir els seus negocis, però no n'hi va haver prou. Acabaria declarant-se en fallida el 1894.
La seva següent obra de gran format, Pudd'nhead Wilson (Cap de suro Wilson), es va escriure de pressa, ja que Twain intentava desesperadament d'evitar la fallida. Entre el 12 de novembre i el 14 de desembre de 1893, va escriure 60.000 mots per a la novel·la. Els crítics han atribuït a aquestes presses la causa de la mala organització de la novel·la, i les interrupcions constants de la trama. Hi ha paral·lels entre aquesta obra i els fracassos financers de Twain, en concret el seu desig d'escapar de les circumstàncies i convertir-se en una altra persona.
Com El príncep i el captaire, aquesta novel·la també narra el conte de dos nois nascuts el mateix dia, que s'intercanvien les posicions a la vida. Considerant les circumstàncies del naixement de Twain i el Cometa de Halley, i les seves fortes creences en el món paranormal, no és sorprenent que aquestes connexions "místiques" es trobin sovint en les seves obres.
El títol real no està establert clarament. Es va publicar primer per entregues a Century Magazine, i quan es va publicar finalment en forma de llibre, el títol principal apareixia com a Pudd'nhead Wilson; això no obstant, els "subtítols" en disputa fan que el títol sencer sigui: The Tragedy of Pudd'nhead Wilson and the Comedy of The Extraordinary Twins (La tragèdia de Cap de Suro Wilson i la Comèdia dels Bessons Extraordinaris).
La següent empresa va ser una obra de ficció que va anomenar Records Personals de Joana d'Arc i la va dedicar a la seva dona. Twain va dir molts cops que aquesta era l'obra de la qual n'estava més orgullós, malgrat les crítiques que va rebre. El llibre havia estat un somni seu des de la infantesa; deia que havia trobat un manuscrit que detallava la vida de Joana d'Arc quan era adolescent. Aquesta era una altra obra que estava segur que salvaria la seva editorial. El seu conseller financer, Henry Huttleston Rogers, li va treure del cap aquesta idea i va treure'l d'aquell negoci, però el llibre es va publicar igualment.
Durant aquesta època de dificultats financeres, va publicar diverses crítiques literàries en diaris per ajudar a arribar a final de mes. Va ser famosa la seva burla de James Fenimore Cooper en el seu article on detallava les "Ofenses Literàries" de Cooper. Va convertir-se en un crític extremadament vocal no sols d'altres autors, sinó també d'altres crítics, suggerint que abans d'alabar l'obra de Cooper, els professors Loundsbury, Brander Matthes, i Wilkie Collins "se n'haurien hagut de llegir alguna mica".
D'altres autors que van rebre els seus atacs durant aquesta època (que va començar al voltant de 1890 fins a la seva mort) foren George Eliot, Jane Austen, i Robert Louis Stevenson. A més de ser una font per l'estil "sang i fetge" de crítica literària, Twain explica en diverses cartes i assajos el que ell considera que és "escriptura de qualitat". Emfatitza la concisió, l'elecció de la paraula justa, i el realisme (es queixa que Deerslayer de Cooper pretén ser realista però no hi arriba). Irònicament, algunes de les seves pròpies obres es van criticar més endavant per manca de continuïtat (Les aventures de Huckleberry Finn) i d'organització (Cap de Suro Wilson).
La seva dona va morir el 1904 mentre tots dos s'estaven a Villa di Quarto, a Florència, i al cap d'un temps prudencial, Twain va permetre's de publicar algunes obres que a la seva dona, que li havia fet de correctora i censora de facto tota la seva vida, no li havien acabat d'agradar. D'aquestes obres, L'estrany misteriós, que narra diverses visites de Satanàs a la Terra, n'és potser el més conegut, però tampoc no es va publicar en vida de Twain. Se'n van trobar tres versions als seus manuscrits, fetes entre 1897 i 1905. A causa de les confusions entre els diferents manuscrits, es va acabar publicant una versió barrejada, i fins fa poc no s'ha pogut disposar de les versions originals tal com ell les va escriure.
L'última obra de Twain fou la seva autobiografia, que va pensar que seria més entretinguda si l'explicava tal com li sortia en ordre no cronològic. Durant el segle xx se'n van publicar només algunes parts, perquè va deixar instruccions perquè no es publiqués fins 100 anys després de la seva mort. Alguns editors d'aquests extractes la van reestructurar de forma més convencional, eliminant-ne així part de l'humor de Twain i trencant el flux del llibre. El primer volum de l'autobiografia el va publicar finalment la Universitat de Califòrnia el novembre de 2010, 100 anys després de la seva mort, tal com Twain desitjava. De seguida va convertir-se en un èxit de vendes inesperat fent de Twain un dels pocs autors que han publicat llibres nous amb èxit de vendes en tots tres segles XIX, XX i XXI.

### Traduccions al català[57]

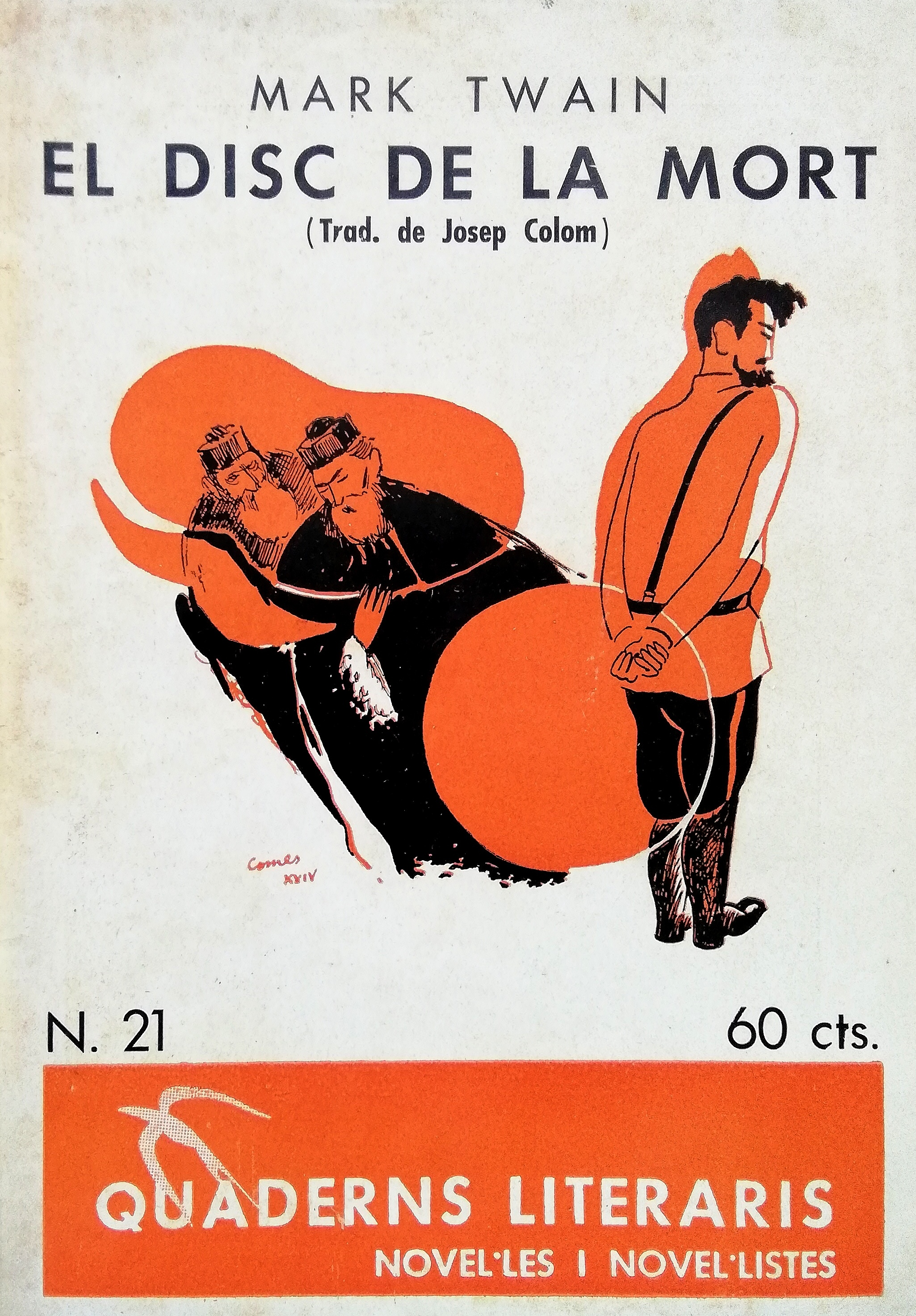
Cinc relats, o contes, de Mark Twain: El bitllet de banc d'un milió de lliures esterlines - Canibalisme als trens - El disc de la mort - Dos petits contes: L'home que volia trametre un missatge al Director General, i, De quina manera l'escura-xemeneies arribà a l'Emperador. Traducció catalana publicada a Barcelona l'any 1934 dins la col·lecció Quaderns Literaris

La primera traducció de Mark Twain al català es va publicar l'any 1918. Es tractava de Les aventures de Tom Sawyer i L'elefant blanc, robat. Les va traduir en Josep Carner, dins de l'esperit noucentista de modernització de la cultura catalana. Aquesta traducció es pot consultar al projecte Gutenberg.
L'any 1934 va sortir una nova traducció: Tom Sawyer, detectiu, per Cèsar agost Jordana. També al 1934, Quaderns Literaris va traduir cinc relats aplegats en un volum: El disc de la mort - El bitllet de banc d'un milió de lliures esterlines - Canibalisme als trens - Dos petits contes: L'home que volia trametre un missatge al Director General, i, De quina manera l'escura-xemeneies arribà a l'Emperador.

Durant el franquisme no se'n va fer cap més, fins a l'any 1979, quan Joan Fontcuberta va traduir Les aventures de Huckleberry Finn. El mateix 1979 es va publicar Història del petit Esteve Girard amb traducció de Maria Aurèlia Capmany i, el 1981, Maria Cugueró va traduir El bitllet d'un milió de lliures.
El 1982 es va publicar a La Galera una nova traducció de Les aventures de Tom Sawyer per part de Maria Antònia Oliver. També La Galera va publicar el 1983 la traducció d'El príncep i el captaire, de Carme Serrallonga.
A partir dels anys 1990, es van traduir d'altres obres: el 1993, L'home que va corrompre Hodleyburg, de Josep Marco; el 1994, Un doble misteri, de Montserrat Canyameres; el 1999 Un ianqui a la cort del rei Artús, de Joan Sellent; el 2001, Un assassinat, un misteri i un casament, d'Ernest Riera; el 2006, el relat breu Consells per a les nenes bones i el Diari d'Adam i Eva, també d'Ernest Riera.

## Pensament
Encara que va ser neutral durant la Guerra Civil dels Estats Units, les seves opinions es van radicalitzar a mesura que es feia gran. Va descriure com les seves opinions havien canviat i s'havien desenvolupat al llarg de la seva vida, comparant-ho amb un dels seus llibres preferits:
| « | Quan vaig acabar La revolució francesa de Thomas Carlyle el 1871, era girondí; cada vegada que l'he tornat a llegir, l'he llegit diferent – rebent influències i canviant, a poc a poc, per la vida i l'entorn … i ara torno a deixar el llibre, i em reconec com a Sans-culottes! – I no un Sans-culottes pàl·lid i sense personalitat, sinó un Marat. | » |

Al New York Herald, el 15 d'octubre de 1900, descriu la seva transformació i despertar polític, en el context de la Guerra filipino-estatunidenca, a partir de ser un "imperialista de sang calenta":
| « | Volia que l'àguila americana anés directa al Pacífic ... Perquè no desplegar les seves ales sobre les Filipines, em preguntava? ... Em deia a mi mateix, aquí hi ha un poble que ha sofert durant tres segles. Podem fer que siguin tan lliures com nosaltres, donar-los un govern i un país propis, posar una miniatura de la Constitució estatunidenca flotant al Pacífic, començar una república nova de trinca que prengués el seu lloc entre les nacions lliures del món. Em semblava una gran tasca a què ens havíem dedicat. Però hi he pensat més, des de llavors, i m'he llegit bé el tractat de París [que havia acabat la Guerra Hispano-estatunidenca], i he vist que no tenim la intenció d'alliberar, sinó de subjugar el poble de les Filipines. Hi hem anat a conquerir, no a alliberar. Hauria de ser, em sembla a mi, el nostre gust i el nostre deure d'alliberar aquella gent, i deixar que tractin les seves qüestions domèstiques a la seva manera. I per això sóc anti-imperialista. M'oposo que l'àliga posi l'urpa en cap més terra. | » |

### Antiimperialisme
Abans de 1899 havia estat un fervent imperialista. Quan va arribar a Hawai el 1866, Twain va parlar a favor dels interessos estatunidencs a les illes Hawaii. A mitjan dècada del 90, com va explicar més endavant, era un «imperialista de sang calenta. Volia que l'àguila americana anés directa al Pacífic». Va dir que la guerra amb Espanya de 1898 era la guerra «que més havia valgut la pena» de lluitar. A partir de 1899 va canviar d'opinió.
Durant la rebel·lió dels bòxers, a la Xina, Twain va dir que "el boxer és un patriota. Estima el seu país millor que els països d'altres persones. Li desitjo èxit".
Des del 1901, poc després del seu retorn d'Europa, fins a la seva mort el 1910, Twain va ser vicepresident de la Lliga Anti-imperialista Estatunidenca, que s'oposava a l'annexió de les Filipines pels Estats Units i tenia desenes de milers d'afiliats. Va escriure molts fulletons polítics per a l'organització. L'incident a les Filipines, publicat pòstumament el 1924, va respondre a la massacre del cràter Moro, en què van morir sis-cents moros. Molts dels seus escrits desconeguts i anteriorment no recollits sobre l’antiimperialisme van aparèixer per primera vegada en forma de llibre el 1992.
Twain també va criticar l'imperialisme en altres països. A Seguint l'Equador, Twain expressa "odi i condemna a l'imperialisme de tota mena". Va ser molt crític amb els imperialistes europeus com Cecil Rhodes, que va expandir l'Imperi Britànic, i el rei Leopold II de Bèlgica, tots dos van intentar establir colònies al continent africà durant la lluita per Àfrica. El moniloqui del rei Leopold és una sàtira política sobre la seva colònia privada, l’Estat Lliure del Congo. Els informes d’explotació escandalosa i d’abusos grotescs van provocar clamor internacional generalitzat a principis de la dècada de 1900, sens dubte el primer moviment de drets humans a gran escala. En el moniloqui, el rei argumenta que portar el cristianisme a la colònia supera "una mica de fam". Els abusos contra els treballadors forçats congolesos van continuar fins que el moviment va obligar el govern belga a prendre el control directe de la colònia.
Durant la Guerra filipino-estatunidenca, Twain va escriure un breu relat pacifista titulat The War Prayer (L'Oració de la guerra), que fa constar que l'humanisme i la predicació de l'amor del cristianisme són incompatibles amb la conducta de la guerra. Va ser enviat a Harper's Bazaar per a la seva publicació, però el 22 de març de 1905, la revista va rebutjar la història perquè "no era del tot adequada per a la revista d'una dona". Vuit dies més tard, Twain va escriure al seu amic Daniel Carter Beard, a qui havia llegit la història, "No crec que l'Oració es publiqui al meu temps. Cap autoritat, excepte els morts, pot dir la veritat". Com que tenia un contracte exclusiu amb Harper & Brothers, Twain no va poder publicar The War Prayer en cap altre lloc; va romandre inèdit fins al 1923. Va ser reeditat com a material de campanya pels manifestants de la guerra del Vietnam.

Twain va reconèixer que originalment havia simpatitzat amb els girondins més moderats de la Revolució Francesa i després va canviar les seves simpaties cap als sans-culottes més radicals, identificant-se a si mateix com a "un Marat" i escrivint que el Regnat del Terror empal·lidia en comparació amb els terrors dels temps que el va precedir. Twain va donar suport als revolucionaris de Rússia contra els reformistes, argumentant que cal eliminar el tsar per mitjans violents, perquè els pacífics no funcionarien. Va resumir les seves opinions sobre les revolucions en la següent declaració:
Es diu que sóc revolucionari en les meves simpaties, per naixement, per cria i per principi. Sempre estic al costat dels revolucionaris, perquè mai no hi va haver revolució tret que hi hagués unes condicions opressives i intolerables contra les quals revolucionar-se.

### Pacifisme
Durant la Guerra filipino-estatunidenca, va escriure una història curta pacifista titulada L'oració de la guerra, que argumenta que l'humanisme i el predicament de l'amor per la Cristiandat són incompatibles amb fer la guerra. Es va enviar a Harper's Bazaar perquè la publiquessin, però el 22 de març de 1905 la revista va rebutjar la història dient que "no era gens adequat per una revista per a dones". Vuit dies més tard, va escriure a un amic a qui havia llegit la història, "No crec que l'oració es publiqui en el meu temps. Només als morts se'ls permet de dir la veritat". Com que tenia un contracte en exclusiva amb Harper&Brothers, no va poder publicar L'oració de la guerra enlloc més; va mantenir-se inèdit fins al 1923. Es va reeditar com a material de campanya en les protestes contra la Guerra del Vietnam.

### Actitud envers les revolucions
| « | Es diu que sóc un revolucionari per simpaties, per naixement i per principi. Sempre estic al costat dels revolucionaris, perquè no hi ha hagut mai cap revolució si no és que hi havia condicions opressores i intolerables contra les quals calia revoltar-se. | » |

Com s'ha dit abans, va reconèixer que al principi simpatitzava amb els girondins de la Revolució francesa i després va canviar la seva simpatia cap als Sans-culottes, més radicals, identificant-se com "un Marat".
Twain donava suport als revolucionaris russos contra els reformistes, argumentant que calia eliminar el Tsar de forma violenta, perquè de forma pacífica no funcionaria.

### Abolició, emancipació, i antiracisme
Era partidari radical de l'abolició i l'emancipació, fins al punt d'arribar a dir que “la Proclamació d'Emancipació de Lincoln va alliberar no sols els esclaus, sinó també l'home blanc.” Argumentava que els no-blancs no tenien justícia als Estats Units, dient una vegada que “He vist xinesos insultats i maltractats de totes les formes més baixes i covardes que pot inventar-se una natura degradada...però no he vist mai un xinès reparat en una cort de justícia pels afronts que li han fet.” Va pagar almenys una persona negra perquè anés a la Facultat de Dret de la Universitat Yale i una altra persona perquè anés a una universitat del sud per ser predicador.

### Drets de les dones
Estava a favor dels drets de les dones, i feia campanya activa a favor del sufragi femení. El seu discurs Vots per les dones, on defensava que es donés dret de vot a les dones, es considera un dels més famosos de la història.

### Nadius americans
Les seves opinions avançades sobre la raça no es manifestaven als seus primers escrits sobre els indis americans. D'ells va escriure el 1870: 
| « | El seu cor és un pou de falsedat, de traïdoria, i d'instints baixos i diabòlics. Amb ell, la gratitud és una emoció desconeguda; i quan algú li és amable, el més segur és continuar mirant-lo de cara, no fos cas que la recompensa sigui una fletxa a l'esquena. Acceptar-ne un favor és assumir un deute que no pots pagar mai a la seva satisfacció, encara que t'arruïnis intentant-ho. La ronya de la terra! | » |

Com a contrapunt, el seu assaig sobre "Les ofenses literàries de Fenimore Cooper" ofereix una visió molt més amable dels indis." D'altres indis haurien notat aquestes coses, però els indis de Cooper no s'adonen mai de res. Cooper creu que són criatures meravelloses per notar-ho, però gairebé sempre s'equivoca amb els seus indis. Poques vegades n'hi sortia algun d'entenimentat". Al seu llibre de viatges més tardà Seguint l'Equador (1897), observa que a les terres colonitzades de tot el món, els "salvatges" sempre han rebut abusos dels blancs de les maneres més despietades, com ara "robatori, humiliació i assassinat lent, mitjançant la pobresa i el whisky de l'home blanc"; la seva conclusió és que "hi ha moltes coses humorístiques en aquest món; entre elles la noció de l'home blanc que ell és menys salvatge que els altres salvatges".

### Sindicats
Va escriure amb admiració dels sindicats de la indústria dels vaixells de riu a Vida al Mississipi, que es llegia als locals sindicals dècades més tard. Donava suport al moviment obrer, especialment un dels sindicats més importants, els Knights of Labor. En un discurs que els va fer, va dir:
| « | Qui són els opressors? Els pocs: el rei, el capitalista, i uns quants altres supervisors i superintendents. Qui són els oprimits? Els molts: les nacions de la terra; els personatges valuosos; els treballadors; els que fan el pa que es mengen els de mans delicades i els dropos. | » |

### Vivisecció
S'oposava a la vivisecció de tota mena, no per una raó científica sinó més aviat ètica.
| « | No m'interessa saber si la vivisecció dona resultats profitosos per la raça humana o no. ... El dolor que infligeix a animals que no ho han demanat és la base de la meva oposició, i per mi n'és prou justificació sense haver de mirar més enllà. | » |

### Religió
Encara que era presbiterià, de vegades fou crític amb la religió organitzada i amb alguns elements del cristianisme cap al final de la seva vida. Va escriure, per exemple, "La fe és creure el que saps que no és", i "Si Crist fos aquí ara, hi ha una cosa que no seria – cristià". Això no obstant, en la seva maduresa va participar en discussions religioses i assistia a missa; la seva teologia es va desenvolupar a mesura que afrontava les morts dels seus éssers estimats i la seva pròpia mortalitat. La seva obra més polèmica sobre la religió requereix una interpretació matisada.
En general, va evitar publicar les seves opinions més herètiques sobre la religió en vida, i es coneixen a partir d'assajos i històries que es van publicar més tard. A l'assaig Tres afirmacions dels vuitanta de la dècada de 1880, afirmava que creia en un Déu totpoderós, però no en cap missatge, revelació, ni santes escriptures com ara la Bíblia, la Divina Providència ni la recompensa en la vida després de la mort. Sí que va dir que "la bondat, la justícia, i la misericòrdia de Déu es manifesten en les Seves obres", però també que "l'univers es governa per lleis estrictes i immutables", que determinen "coses menors" com ara qui mor en una epidèmia. En altres èpoques va escriure o va parlar de forma que contradeia una visió deista estricta, com per exemple, professant una creença en la Providència. En alguns escrits posteriors de la dècada de 1890, era menys optimista sobre la bondat de Déu, observant que "si el nostre Creador és totpoderós per bé o per mal, no està bé del cap". D'altres vegades, feia la conjectura sardònica que potser Déu havia creat el món amb totes les seves tortures per algun altre propòsit propi, però era indiferent respecte a la humanitat, que era massa insignificant per merèixer la Seva atenció.
El 1901, va criticar les accions del missioner Dr. William Scott Ament (1851–1909), perquè Ament i d'altres missioners havien cobrat indemnitzacions de súbdits xinesos després de la Rebel·lió Boxer de 1900. La resposta de Twain en sentir a parlar dels mètodes d'Ament es va publicar a la North American Review el febrer de 1901: A la persona que seu en la foscor, i tracta d'exemples d'imperialisme a la Xina, Sud-àfrica, i amb l'ocupació estatunidenca de les Filipines. Un article posterior, Als meus crítics missioners, publicat a The North American Review l'abril de 1901, continua sense manies el seu atac, però concentrat, més que en Ament, en els seus superiors missioners, la Junta estatunidenca de comissionats per missions estrangeres.
Després de la seva mort, la seva família va suprimir part de la seva obra, que era especialment irreverent envers la religió convencional, en especial Cartes des de la Terra, que no es va publicar fins que la seva filla Clara va canviar d'opinió el 1962 en resposta a la propaganda soviètica sobre el fet d'amagar-la. L'estrany misteriós, de contingut antireligiós, es va publicar el 1916. Little Bessie, una història que ridiculitzava el cristianisme, es va publicar per primera vegada al recull de 1972 Mark Twain's Fables of Man.
Malgrat aquestes opinions, va recollir diners per construir una església presbiteriana a Nevada el 1864, encara que es diu que només ho va fer per ajudar el seu germà presbiterià.
Va crear un retrat reverent de Joana d'Arc, un tema sobre el qual havia estat obsedit durant quaranta anys, que va estudiar durant una dotzena, i va passar-s'hi dos anys escrivint-ne. El 1900 i després el 1908, va afirmar, "Dels meus llibres, el que m'agrada més és Joana d'Arc, és el millor".
Els que el van conèixer bé cap al final de la seva vida expliquen que va rumiar molt sobre el tema de la vida després de la mort; la seva filla Clara va dir: "De vegades creia que la mort ho acabava tot, però la major part del temps estava segur d'una vida més enllà".
Les opinions més franques de Mark Twain sobre la religió van aparèixer en la versió definitiva de la seva autobiografia, que es va publicar el novembre de 2010, cent anys després de la seva mort. Hi deia:
| « | "Hi ha una cosa notable sobre la nostra Cristiandat: dolenta, sanguinària, sense compassió, assedegada de diners, i predadora (…), és cent vegades millor que la Cristiandat de la Bíblia, amb el seu crim prodigiós — la invenció de l'Infern. Mesurats amb la nostra Cristiandat d'avui en dia, prou dolenta que és, hipòcrita com és, buida com és, ni la Deïtat ni el Seu Fill són cristians, ni estan qualificats per aquest lloc relativament elevat. La nostra religió és terrible. Les flotes del món podrien surar còmodament sobre la sang innocent que ha vessat." | » |

### Maçoneria
Twain era maçó. Pertanyia a la Lògia de l'Estrella Polar No. 79 A.F.&A.M., de St. Louis. El van iniciar com a aprenent el 22 de maig de 1861, va passar a company el 12 de juny, i va arribar al grau de mestre el 10 de juliol.

## Llegat

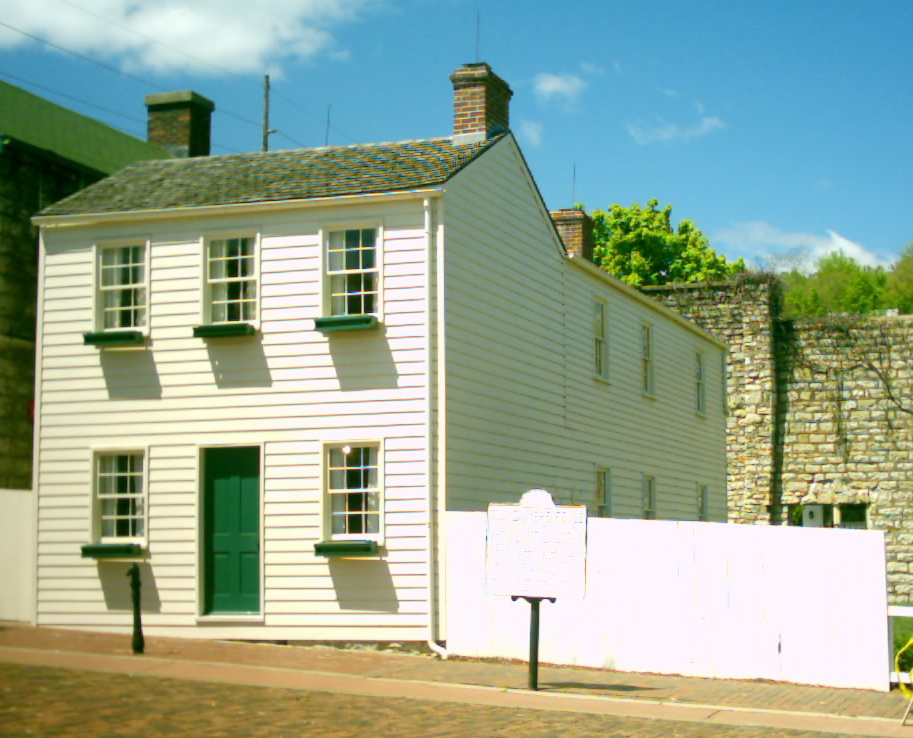
La casa on passà la infància Twain a Hannibal, Missouri.

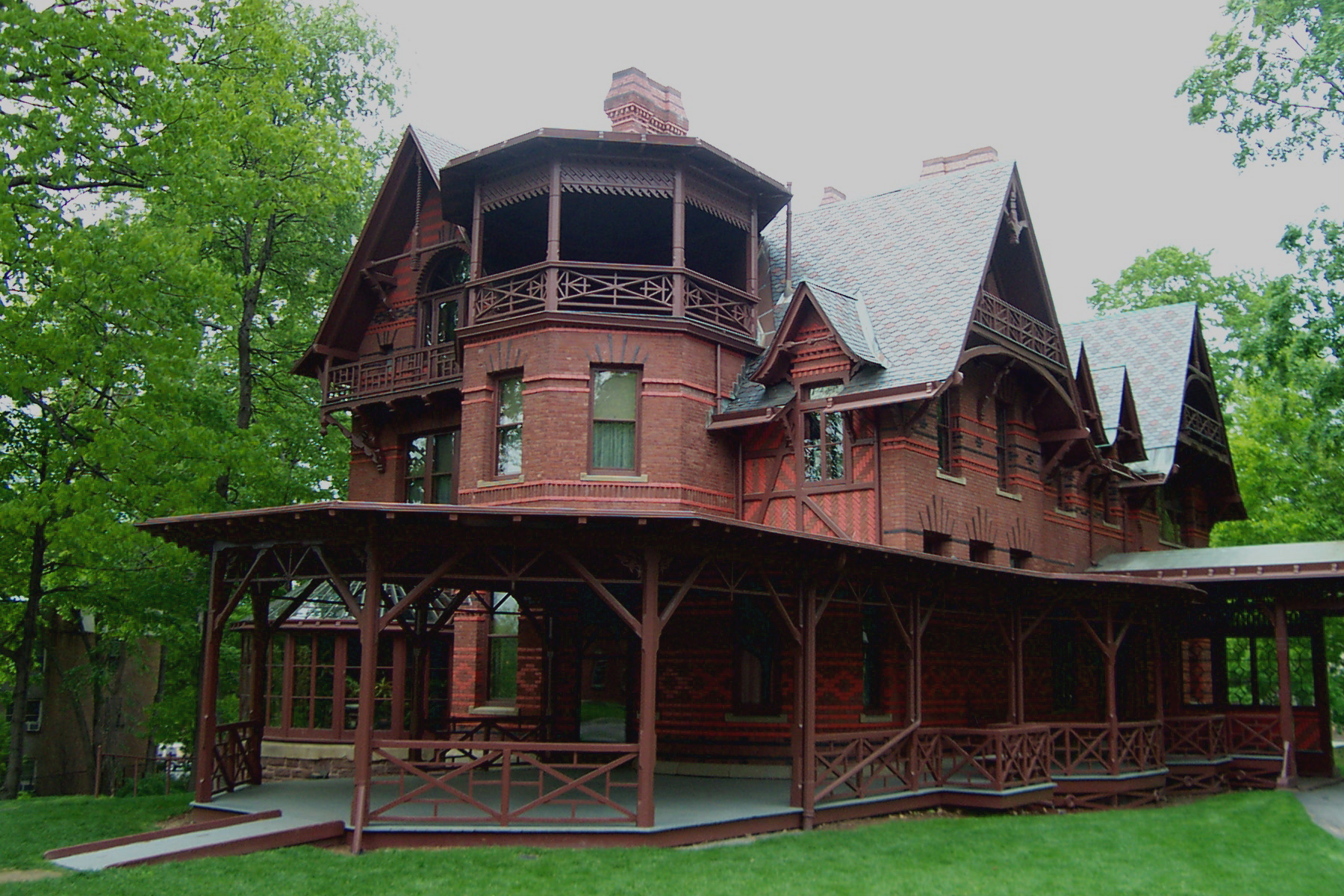
La casa familiar de Hartford, Connecticut.

Mark Twain continua sent recordat en multitud d'edificis, infraestructures i premis que porten el seu nom, sobretot als Estats Units.
Alguns dels edificis on va viure es conserven i se n'han fet museus. A Florida, Missouri, es conserva la casa on va néixer. A Hannibal hi ha el Mark Twain Boyhood Home & Museum, on es conserva l'escenari de les seves obres més famoses. La casa de la seva amiga de la infància Laura Hawkins, que es diu que va inspirar el personatge de Becky Thatcher, es conserva com a "Thatcher House". El maig de 2007, es va obrir al públic una reconstrucció molt detallada de la casa de Tom Blankenship, l'inspirador de Huckleberry Finn. La casa familiar que va construir a Hartford, Connecticut, on van créixer les seves tres filles, també es conserva i es pot visitar.
L'asteroide 2362 Mark Twain porta el seu nom.
La imatge típica amb què se'l descriu en la cultura popular és de major, amb un vestit blanc. Sembla que, després de la mort de la seva dona el 1904, solia portar-ne quan feia conferències, però no hi ha cap prova que en dugués abans de 1904; al final, però, va acabar caracteritzant-lo, com il·lustren les anècdotes sobre la seva excentricitat (com la vegada que va anar amb un vestit blanc d'estiu a una declaració davant del Congrés en ple hivern. Segons la "Mark Twain Encyclopedia", tampoc no en va portar en els seus últims tres anys, excepte un cop per fer un discurs en un banquet.

## Pseudònims
Clemens va utilitzar diferents pseudònims abans de decidir-se per Mark Twain. Va signar peces humorístiques i imaginatives com a Josh fins al 1863. A més, va fer servir el pseudònim Thomas Jefferson Snodgrass per una sèrie de cartes humorístiques.
Deia que el seu pseudònim principal venia dels seus anys de treball en vaixells de vapor al riu Mississipi, on dues braces, la fondària que indicava que les aigües eren segures perquè hi passés el vaixell, es mesurava amb la corda de sondatge. Una braça anglesa és una unitat marítima de fondària que equival a dues iardes (1,8 m); twain és un terme arcaic per "two" (dos). El crit dels tripulants del vaixell era mark twain o, per dir-ho sencer by the mark twain (per la marca del dos), que volia dir "(segons la) marca (de la corda de sondatge), (la fondària és de) dues (braces)", és a dir, "la fondària de l'aigua és de 3,6 m i és segur de passar".
Twain explicava que el seu famós pseudònim no era del tot invenció seva. A Vida al Mississipi, va escriure:
| « | El capità Isaiah Sellers no tenia inclinacions ni capacitat literàries, però solia apuntar breus paràgrafs d'informació pràctica i planera sobre el riu, i els signava "MARK TWAIN", i els donava al New Orleans Picayune. Tractaven de l'estat i condició del riu, i eren acurats i valuosos; ... En el moment que el telègraf va donar la notícia de la seva mort, jo era a la costa del Pacífic. Acabava de convertir-me en periodista, i necessitava un "nom de guerre"; així que vaig confiscar el que havia descartat l'antic mariner, i he fet tot el que he pogut perquè continués sent el que era en les seves mans – un senyal i símbol i garantia que el que sigui que es trobi en la seva companyia es pot apostar que és la pura veritat; si me n'he sortit o no, no seria modest per la meva part de dir-ho. | » |

La versió de Twain sobre el seu pseudònim ha estat qüestionada pel seu biògraf George Williams III, el diari Territorial Enterprise, i Paul Fatout, de Purdue University. que diuen que mark twain es refereix a un compte de bar que Twain anava gastant mentre bevia al saloon de John Piper a Virginia City, Nevada.

## Twain com a personatge

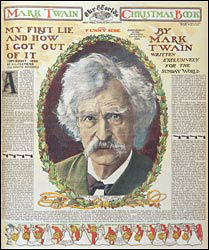
Portada de l'especial de Nadal de 1899 del New York World, presentant un relat de Mark Twain

Sam Clemens apareix com a personatge a les novel·les del Món del Riu (un món fictici en el qual ressusciten els morts del nostre món), de Philip José Farmer. Navega cap al nord amb l'expedició vikinga d'Erik Drestalsagnant, intentant trobar el jaciment d'on va sortir la destral de guerra que porta, amb l'objectiu d'explotar-lo i usar-lo per construir un gran vaixell fluvial, el No Es Lloga amb el qual remuntar el riu fins a la gran torre que, segons el seu amic Joe Miller, es troba allà.
Un Visitant Misteriós, X, de la gent que ha creat aquest món, li confirma que ha de dur a terme aquesta missió, i per a això estavella un gegantí meteorit de ferro. Tanmateix, la roca cau més al nord del que ha de caure, amb la qual cosa hauran de negociar amb l'Estat de Soul City, que té els minerals necessaris (bauxita, etc.) per explotar el ferro.
Una expedició comandada per Joan sense Terra i una altra d'un segon enemic intenten prendre la terra on és el ferro. Erik Drestalsagnant advoca per enfrontar-se a ambdós, però Sam, que repugna la violència, ordena que el matin i s'alia amb el rei anglès. Durant molts anys, l'última imatge d'Eric quan moria, prometent que l'estarà esperant en les fonts del Riu per venjar-se (la qual cosa és perfectament possible, ja que els morts al Riu ressusciten en un lloc aleatori), l'estarà turmentant. Així mateix, hi ha vegades que desitja suïcidar-se i odia els creadors del món que el fan ressuscitar.

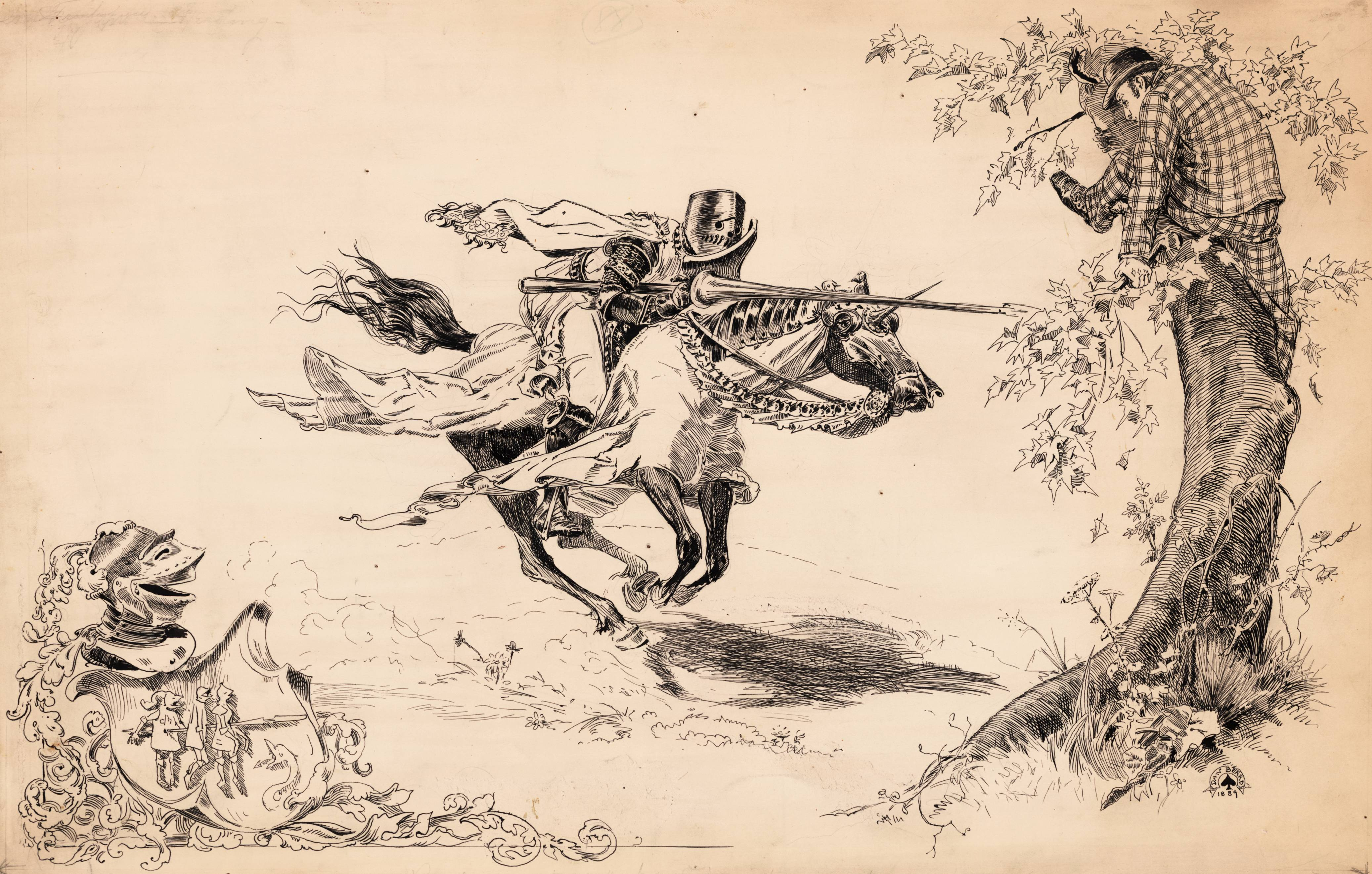
Frontispici dA Connecticut Yankee in King Arthur's Court, editat el 1889. El cavaller ataca un home vestit a la moda del que s'ha enfilat dalt d'un arbre buscant refugi.

Joan i Clemens creen l'Estat de Parolando, d'on són líders (Parolando, en esperanto és Terra de parells o, en anglès, "Twain Land"), fent-se anomenar Clemens "El Cap". Inicien negociacions diplomàtiques amb Soul City, i Clemens ha de calmar moltes vegades els ànims del seu parell, que pretén envair aquest Estat per no haver-ho de comprar. Assisteix preocupat a la proliferació de missioners de l'Església de la Segona Oportunitat (entre ells Hermann Göring), encara que ha decretat la llibertat de cultes. Així mateix, entén que té dos grans problemes: 1) la xarxa d'agents i espies de Joan, que considera traïdor, és més gran que la seva; i 2) els Estats del voltant els envegen per tenir ferro i armes modernes.
Finalment, una coalició d'Estats els envaeix quan tenen el vaixell a mig fer. Sam ha de fugir, però els homes de Joan rebenten una presa, destruint els enemics, gràcies al que pot tornar. Acaben el vaixell però, el dia del llançament, Joan el traeix i l'hi roba.
Amb paciència, construeix un altre vaixell, encara major, al que bateja com Mark Twain, encara que en assabentar-se que el vaixell de Joan s'anomena ara Rex Grandissimius', torna a anomenar al seu 'No Es Lloga'. Des del seu vaixell coordina la construcció de dirigibles que arribaran a la Torre abans que ambdós vaixells, si bé ell continua de capità. Un dels seus propis dirigibles el traeix i ha de destruir-lo. Així mateix, X, el Misteriós Estrany (sota el pseudònim de Barry Thorn), destrueix el dirigible principal.
Finalment, el Rex i el No Es Lloga s'enfronten davant de l'Estat de Virolando (seu de l'Església de la Segona Oportunitat), amb l'element afegit que les resurreccions han cessat. Clemens captura Joan Sense Terra, però quan farà que la batalla pari, cau a l'aigua. El rescata un virolandés que resulta ser Erik Drestralsagnant. Abans de descobrir que Drestralsagnant és ara membre de la Segona Oportunitat (i, per tant, pacifista), Sam Clemens mor d'un atac de cor.

## Llista d'obres

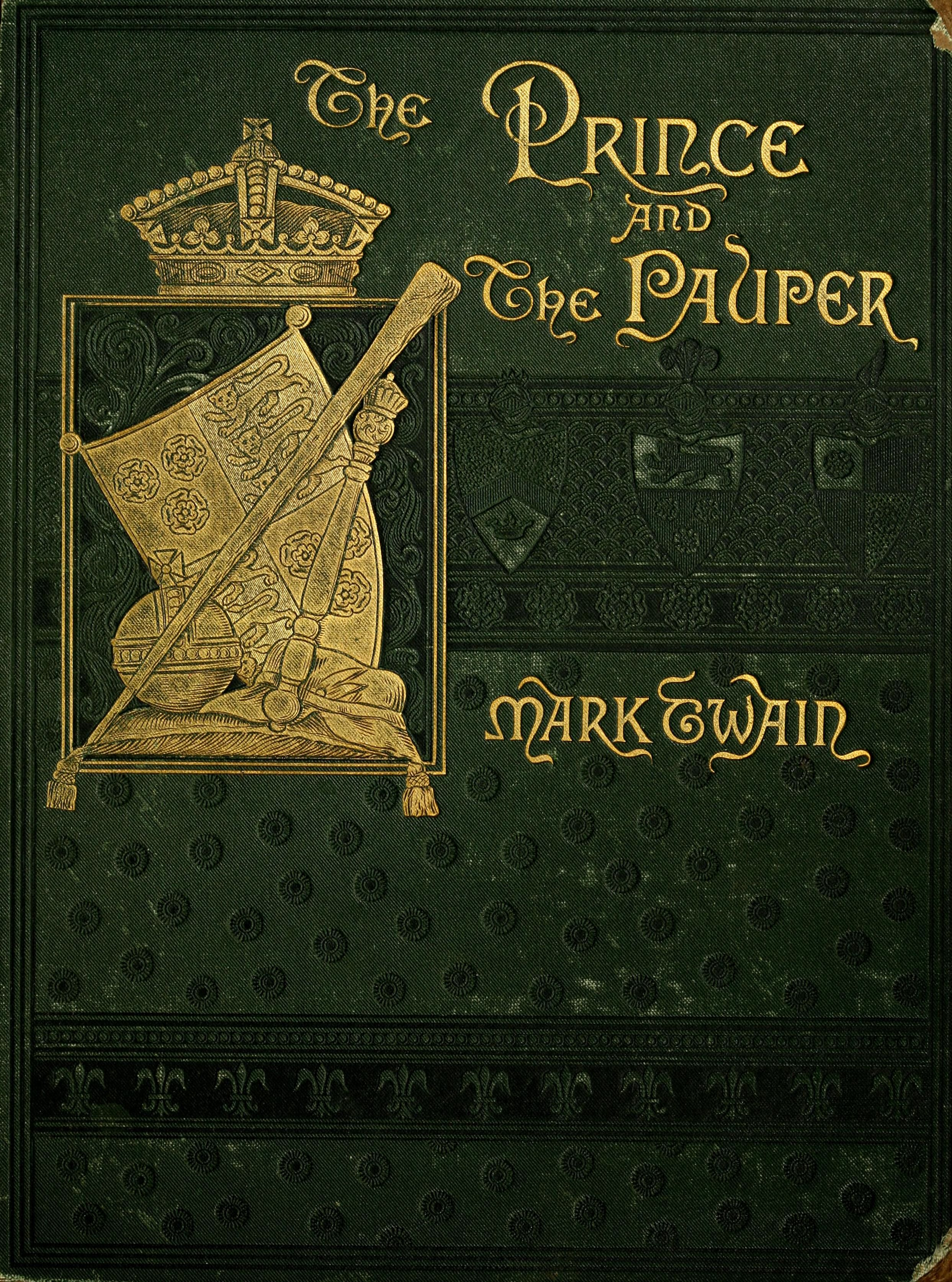
Coberta de la primera edició anglesa del Príncep i el captaire

Entre les seves obres (a la seva mort eren més de 500, moltes inèdites), molt llegides per joves i adults, hi ha:
- The Celebrated Jumping Frog of Calaveras County (La cèlebre granota saltadora del districte de Calaveras) (1865)
- Advice for little girls (Consells per a les nenes bones) (1867)
- The Innocents Abroad (Els innocents a l'estranger) (1869), llibre de viatges satíric.
- Memoranda: publicats a la revista "The Galaxy" (1870-1871)[102]
- Roughing It (Passant fatigues) (1872)
- A Curious Dream & Other Sketches (Un somni curiós i d'altres històries) (1872)
- The Innocents At Home (Els innocents en el seu país) (1872)
- The Gilded Age: A Tale of Today (L'edat daurada: Un Conte d'Avui) (1873)....
- The Choice Humorous Works (Obres Humorístiques seleccionades) (1873)
- Mark Twain's Sketches : New and Old (Relats curts: nous i antics) (1874)
- The Adventures of Tom Sawyer (Les aventures de Tom Sawyer) (1876), novel·lització sobre alguns personatges de la infància de l'autor. Traduïda al català per Josep Carner i disponible al projecte Gutenberg.
- Old Times on the Mississippi (Vells temps en el Mississipi) (1876)
- The Facts Concerning the Recent Carnival of Crime in Connecticut  (Els fets relatius a la recent orgia de crims a Connecticut) (1877)
- Rambling Notes of an Idle Excursion (Notes disperses d'una excursió tranquil·la) (1878)
- Punch, Brothers, Punch! & other Sketches (Trepeu, germans, trepeu!) (1878)
- A Tramp Abroad (Un rodamón a l'estranger) (1880)
- A curious experience (Una aventura curiosa) (1881)
- The Prince and the Pauper: A Tale for Young People of All Ages (El príncep i el captaire: un conte per a joves de totes les edats) (1882), novel·la històrica.
- The Stolen White Elephant (L'elefant blanc, robat) (1882)
- Life on the Mississippi (Vida al Mississipi) (1883), autobiogràfica.
- The Adventures of Huckleberry Finn, Tom Sawyer's Comrade (Les aventures de Huckleberry Finn) (1884), considerada la primera novel·la moderna de la literatura estatunidenca.
- A Connecticut Yankee in King Arthur's Court (Un Ianqui a la cort del Rei Artús) (1889), fantasia històrica que encobreix una crítica a la societat contemporània
- The American Claimant (El comte estatunidenc) (1892)
- Merry Tales (Narracions humorístiques) (1892)
- The £1,000,000 Bank Note and Other New Stories (El bitllet d'un milió de lliures esterlines) (1893)
- Tom Sawyer Abroad (Tom Sawyer a través del món) (1894)
- The Tragedy of Pudd'nhead Wilson (Cap de suro Wilson) (1894), narració determinista el fi de la qual és atacar l'esclavitud.
- Personal Recollections of Joan of Arc (Records personals de Joana d'Arc) (1896)
- Tom Sawyer, Detective (Tom Sawyer, detectiu) (1896)
- Following the Equator: A Journey around the World (Viatges al voltant del món seguint l'Equador) (1897), llibre de viatges.
- The Man That Corrupted Hadleyburg (L'home que va corrompre una ciutat) (1900)
- English as She is Taught (Anglès com l'hi ensenyen) (1901)
- To the Person Sitting in Darkness (A la persona asseguda en la foscor) (1901)
- A Double-Barrelled Detective Story (Dos detectius davant un barril) (1902). [Un doble misteri. Barcelona, Laertes, l'Arcà, 67, 1994. Traducció de Montserrat Canyameres].
- A Dog's Tale (Conte d'un gos) (1904)
- Extract from Adam's Diary (Extracte del diari d'Adam) (1904)
- King Leopold's Soliloquy (Soliloqui del rei Leopold : una defensa del seu domini del Congo) (1905)
- Eve's Diary (El Diari d'Eva) (1906)
- The Thirty Thousand Dollar Bequest & Other Stories (Un llegat de 30.000 dòlars) (1906)
- A Horse's Tale (La història d'un cavall) (1907)
- Is Shakespeare Dead? (Que ha mort Shakespeare?) (1909)
- Extract from Captain Stormfield's Visit to Heaven (Extracte de la visita del Capità Tempestes al Cel) (1909)
- Letters from the Earth (Cartes des de la Terra) (1909, publicada pòstumament el 1962)
- The Mysterious Stranger (El foraster misteriós) (1916)
- The Curious Republic of Gondor & Other Whimsical Sketches (La curiosa república de Gondor i altres estranys relats curts) (1919)
- Autobiography (Autobiografia), (1924) pòstuma; el primer volum de l'autobiografia completa es va publicar el 2010.